# Willy Caballero
Wilfredo »Willy« Daniel Caballero Lazcano, argentinski nogometaš, * 28. september 1981, Santa Elena, Entre Ríos, Argentina.
Od leta 2021 brani za Southampton. Sodeloval je na nogometnemu delu poletnih olimpijskih iger leta 2004.